# Rosa Sitzung
Die Rosa Sitzung war eine schwul-lesbische Karnevalssitzung im  Kölner Karneval. Sie fand erstmals im Jahre 1995 statt. Initiiert hatte sie eine Gruppe um Hella von Sinnen, Cornelia Scheel, Georg Uecker, Ralph Morgenstern, Dada Stievermann und Maf Räderscheidt. So startete die erste Sitzung mit einem prominent besetzten Sixpäck mit Hella von Sinnen als Präsidentin anstelle des herkömmlichen Elferrats.
Neben vielen Künstlern aus der schwul-lesbischen Szene, wie Pelle Pershing, die Rosa Funken oder die bärigen Cheerleader Pink Poms, standen immer auch Mitglieder des traditionellen Kölner Karnevals, inklusive eines Aufsehen erregenden Auftritts des Kölner Dreigestirns neben den Stars der Szene auf der Bühne der Rosa Sitzung. So z. B. Michael Holm, Vicky Leandros, Gitte, Jürgen Marcus oder die Weather Girls.
Im zweiten Jahr der Sitzung stieg der WDR mit einem jährlichen TV-Mitschnitt ein. Nachdem Hella von Sinnen und andere die Rosa Sitzung bereits im vierten Jahr verließen, übernahmen die Künstler „aus dem zweiten Glied“ die kreative Führung, so z. B. Georg Roth alias Sister George, später Bernd v. Fehrn alias Wanda Rumor, Marcos Schlüter alias Renee Gligee, sowie Claus Vinçon und Stephan Runge (bekannt durch ihre Szene-Hymne „Köln, der geilste Arsch der Welt“).
Im Jahr 2001 wechselte die Rosa Sitzung von ihrer Kölner Innenstadt-Spielstätte Gloria-Theater vor die Tore Kölns in das weitaus größere „Limelight“, wo sie teilweise vor mehr als 1000 Zuschauern ihre bis zu neun Sitzungen absolvierten.
Nach mehr als 80 Karnevalssitzungen, über 150 verschiedenen Darbietungen, mehr als 400 Stunden Sitzungen und mehreren Fernsehausstrahlungen endete das bisherige Konzept trotz großen Erfolgs. Im Sommer 2004 kündigte zudem der WDR seine Zusammenarbeit auf. Infolgedessen trennten sich die kreativen Köpfe der Rosa Sitzung von ihrem Veranstalter und veranstalten seit 2005 erfolgreich die kleinere, bissigere und kabarettistischere Röschen Sitzung im  Mülheimer Kulturbunker.
Noch zwei weitere Jahre war der Name Rosa Sitzung Titel einer Großveranstaltung, die versuchte, mit eingekauften Künstlern und großen Namen den bisherigen Kult hochzuhalten. Nach der Session 2005/2006 gab es keine weitere Veranstaltung unter diesem Namen.